# Seitan

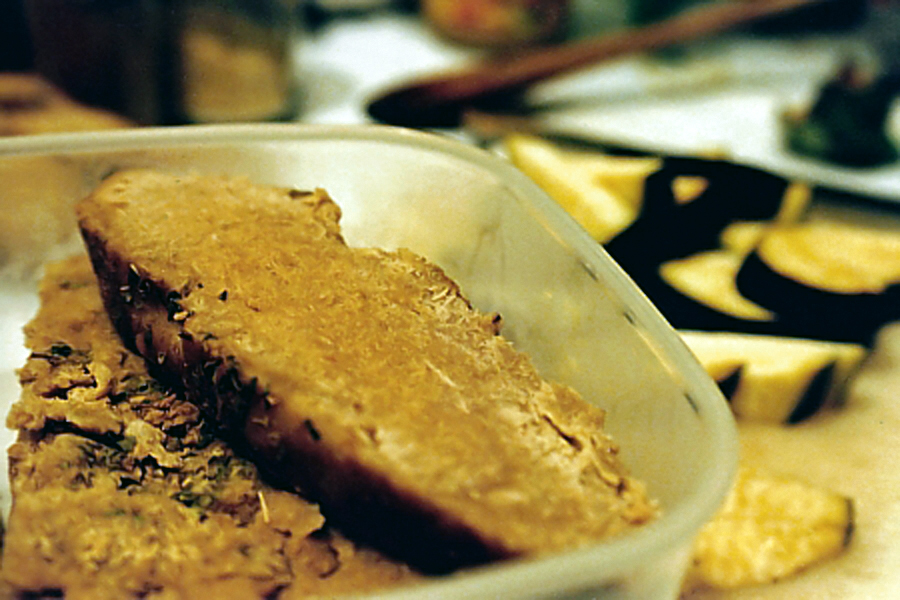
Ein Stück Seitan

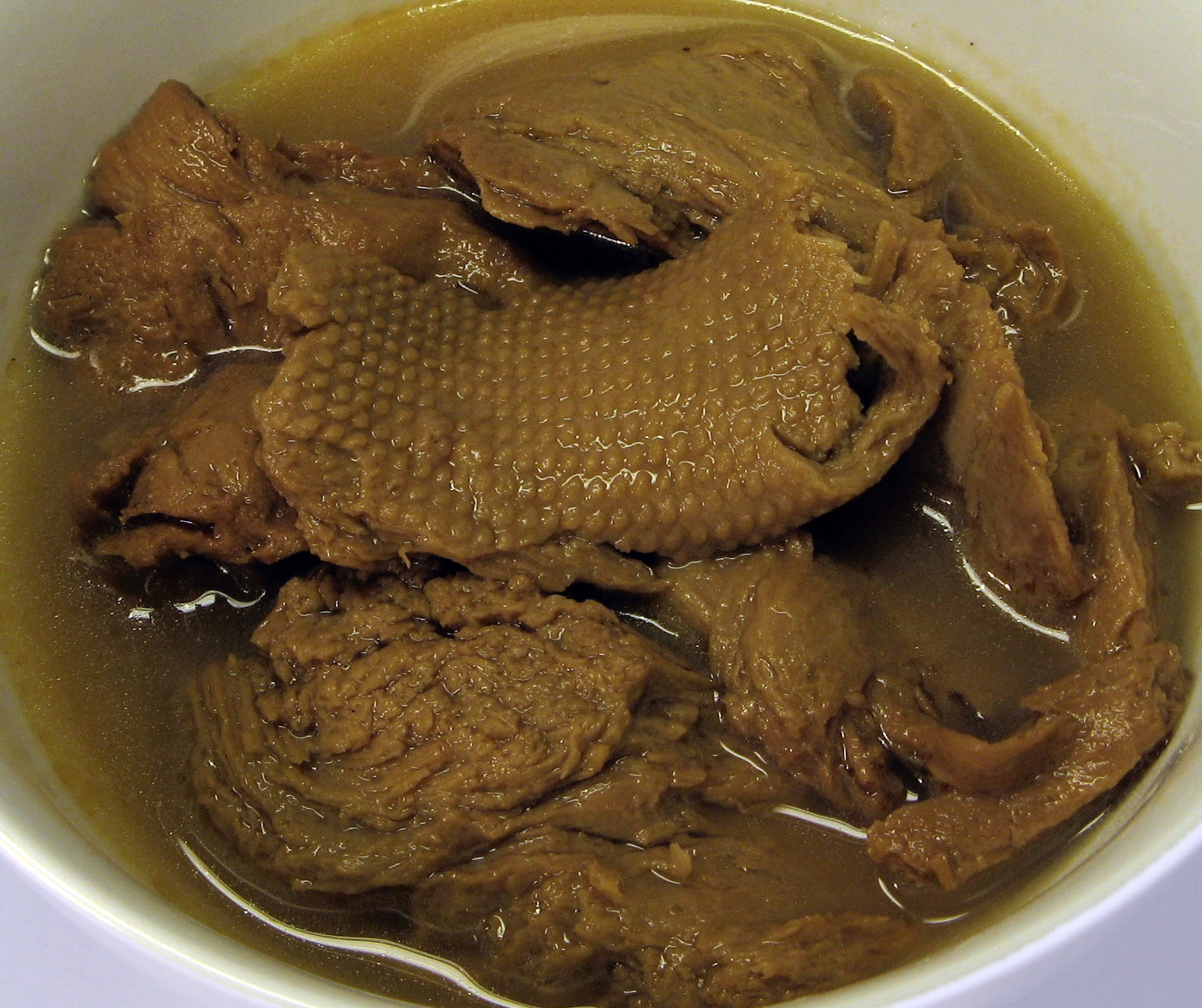
Gebratene „vegetarische Ente“ aus aromatisiertem Seitan mit Sojasauce und Würze

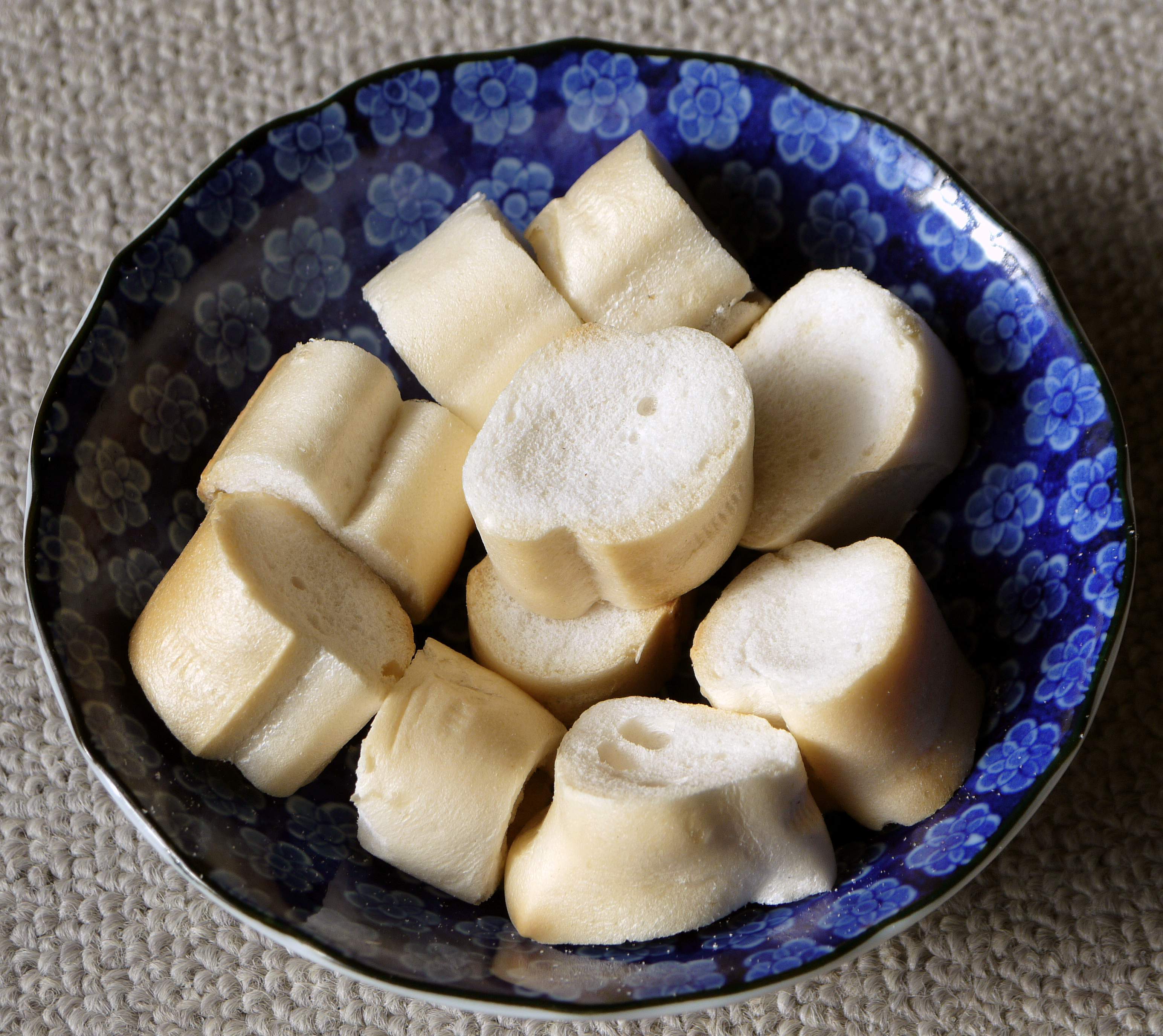
Japanischer Seitan „Fu“
(Yaki-Fu, 焼き麩)

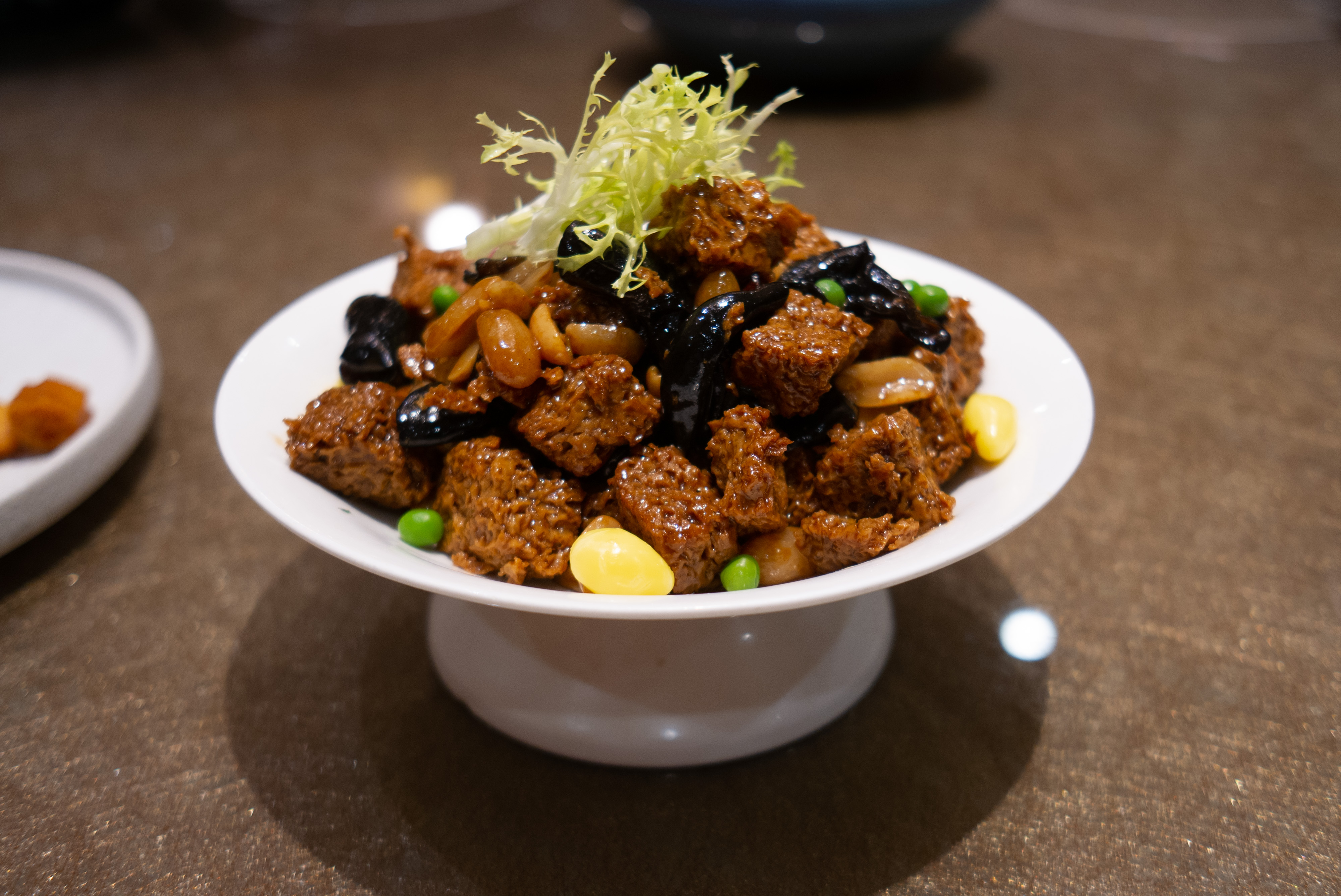
Ein Kaofu-Gericht (Weizengluten) in einem Restaurant in Shanghai

Der oder das Seitan (auch Mianjin, Weizengluten) ist ein veganes Lebensmittel aus Weizeneiweiß (Gluten) mit fleischähnlicher Konsistenz.
Seitan ist Teil der traditionellen japanischen Tempura-Küche. Seitan war auch der Produktname eines japanischen Weizengluten-Produkts, das 1962 von dem makrobiotischen Lehrer George Ohsawa mit Kiyoshi Mokutani, dem Leiter der Marushima Shoyu Company, entwickelt wurde. 1969 wurde Seitan erstmals von der Firma Erewhon in die USA exportiert.

## Herstellung und Verwendung
Zur Herstellung von Seitan wird zunächst Weizenmehl mit Wasser zu einem Teig verknetet und nach einer Ruhezeit wiederholt durch Kneten unter Wasser ausgewaschen, wodurch dem Teig nach und nach ein Großteil der Stärke entzogen wird und eine zähe, glutenreiche Masse zurückbleibt. Alternativ zu Weizenmehl kann auch Glutenmehl verwendet werden, bei dem bereits Stärke und Gluten voneinander getrennt wurden, so dass das Auswaschen entfällt. Seine fleischartige Konsistenz und seinen Geschmack erhält Seitan durch Kochen oder Dampfgaren der Rohmasse in einer Marinade, die traditionell aus Sojasauce, Algen und Gewürzen besteht. Anschließend wird es in Scheiben oder Stücke geschnitten und kann dann mariniert oder direkt weiterverwendet, so zum Beispiel gebraten, frittiert oder im Ofen gebacken werden. Seitan kann als Ersatz für Fleisch in vielen Fleischgerichten verwendet, eingelegt und auch eingefroren werden.
Eine japanische Abwandlung des Seitans ist Fu (麩 „Fu“, wörtlich „Gluten“). Fu wird zunächst wie Seitan hergestellt, dann aber geröstet, gedämpft und anschließend getrocknet. Deshalb ist es weniger dicht als Seitan. Vor der Zubereitung wird er in heißem Wasser eingeweicht, anschließend ausgedrückt und kann dann wie Seitan verwendet werden. Wie ein Schwamm nimmt er bei der Zubereitung viel Flüssigkeit auf und vergrößert so sein Volumen.
Im Westen werden heute vor allem vegetarisch-vegane Fleischersatzprodukte industriell aus Seitan hergestellt – so zum Beispiel vegane „Würstchen“, „Hackfleisch“, „Gyros“ oder „Schnitzel“.

## Nährwert
100 Gramm Seitan enthalten im Regelfall 4, selten bis zu 40 Gramm Kohlenhydrate, 25 Gramm Proteine und 1 Gramm Fett.
Die Proteinzusammensetzung von Seitan liefert die essentielle Aminosäure Lysin nur in geringen Mengen, weswegen die biologische Wertigkeit relativ niedrig ausfällt und andere lysinhaltige Lebensmittel ebenfalls in die Ernährung aufgenommen werden sollten.

## Wortherkunft
Der Name セイタン Seitan ist ein Neologismus, der vom japanischstämmigen Erfinder der makrobiotischen Ernährung, Georges Ohsawa (Nyoichi Sakurazawa), geprägt wurde; durch ihn wurde das Gericht auch im Westen bekannt.